# Rémoulade
La rémoulade è una salsa francese a base di maionese e senape diffusa in vari paesi europei, fra cui la Germania, i Paesi Bassi, l'Islanda e la Scandinavia.

## Etimologia
Ci sono due versioni che spiegano l'origine del nome della rémoulade. Secondo il Centre national de recherche textuel et lexical, il termine deriva dall'antico sostantivo remolade (1740) o rémoulade (1746), proveniente a sua volta da rouchi remola ("rafano grigio", "ravanello nero") e ramolos ("rafano piccante"). Secondo il dizionario Littré e lo chef e giornalista gastronomico Joseph Favre (1883), che riportano il nome del piatto con le grafie rémolade, rémoulade e remoulade, rémoulade deriverebbe da remoudre tramite remoulu ("macinato due volte"), in quanto, per preparare la salsa, è necessario pestare gli ingredienti con un mortaio.

## Caratteristiche
La rémoulade viene preparata mischiando maionese, senape bianca, e, se lo si desidera, un trito finissimo di capperi, cetriolini sott'aceto, acciughe, prezzemolo e dragoncello.
Essa accompagna verdure al vapore, pesce e carni calde o fredde fra cui il roast beef e le polpette, ed è alla base di un antipasto conosciuto come céleri rémoulade  ("rémoulade di sedano"), una radice di sedano rapa grattugiata e mescolata con l'intingolo.
Nella Scandinavia e nella Louisiana (stato in cui si è diffusa grazie ai cajun e dove viene preparata con il pepe di Caienna o gli jalapeño), la salsa è considerata una valida alternativa al ketchup se usata per mangiare le patate fritte, i gamberetti o gli hot dog ed è uno degli ingredienti tipici degli smørrebrød.

## Alimenti simili
Della salsa esiste una variante industriale e originaria della Danimarca che prende il nome di Danish rémoulade. Essa è anche diffusa in Svezia e Norvegia.
La gribiche contiene verdure, tuorli d'uovo, e senape. Al tutto vengono spesso aggiunte le verdure più altri ingredienti a piacere.
La salsa Thousand Island contiene gli stessi ingredienti della rémoulade oltre al ketchup, l'aceto, e le uova.